# 呂鐸
呂鐸（1421年—？），字文振，江西九江府德化縣人，軍籍。明朝政治人物。進士出身。

## 生平
江西鄉試第四十名。正統十三年（1448年）戊辰科會試第十五名，殿試登進士第三甲第六十七名。

## 家族
曾祖呂時可。祖父呂世安。父亲呂復先。